# Spidos
Cyclecars Spidos war ein französischer Hersteller von Automobilen.

## Unternehmensgeschichte
Das Unternehmen aus Lyon begann 1921 mit der Produktion von Automobilen. Der Markenname lautete Spidos. Konstrukteur war de Vassiaux. 1925 endete die Produktion.

## Fahrzeuge
Das einzige angebotene Modell war ein Cyclecar. Für den Antrieb sorgte ein Vierzylindermotor von Ruby mit OHV-Ventilsteuerung und 1095 cm³ Hubraum. Nach anderer Quelle hatte das Auto zwar auch einen Ruby-Motor, aber bei einer Bohrung von 55 mm und einem Hub von 90 mm einen Hubraum von 855 cm³.